# Ludwig von Rönne
Ludwig Moritz Peter von Rönne, född 18 oktober 1804 i Glückstadt, död 22 december 1891 i Berlin, var en tysk jurist.
Rönne steg på den juridiska banan 1859 till vicepresident i appellationsdomstolen i Glogau, men tog 1868 avsked. Åren 1849–1881 var han nästan utan avbrott ledamot av preussiska lantdagen samt 1871–1874  av tyska riksdagen. 
Tillsammans med andra jurister utgav Rönne det stora verket Ergänzungen und Erläuterungen der preussischen Rechtsbücher (1847–1851; sjunde upplagan 1885–1888). Ensam publicerade han bland annat Das Staatsrecht der preussischen Monarchie (två band, 1856–1863; femte upplagan av Philipp Zorn 1899-1906), i vilket verk den offentliga preussiska rätten blev för första gången i sin helhet utförligt behandlad, och Das Verfassungsrecht des Deutschen Reichs (1872; andra upplagan 1876–1877), som innehåller den första systematiska vetenskapliga framställningen av Tyska rikets statsrätt.